# Oxya flavefemura
Oxya flavefemura är en insektsart som beskrevs av Ma, E.-b., Y. Guo och Z. Zheng 1994. Oxya flavefemura ingår i släktet Oxya och familjen gräshoppor. Inga underarter finns listade i Catalogue of Life.